# Вернер, Адель Васильевна
Аде́ль Васи́льевна Ве́рнер (28 января 1865 года — не ранее 1930 / после 1935) — российский и советский скульптор, работавшая в стиле модерн. Известна как портретист. Работы Вернер тиражировались в начале XX века Императорским фарфоровым заводом.

## Ранние годы
Адель Вернер родилась 28 января 1865 года в семье статского советника. Окончила Мариинскую женскую гимназию в Рязани, переехала в Санкт-Петербург, где в 1884—1892 годах посещала Академию художеств. Была награждена Академией художеств поощрительными и серебряными медалями.
Возможно, её сестрой является Дориса Васильевна Вернер (9 июня 1868 — ?), ученица Академии Xудожеств с 1888 года, в 1892 году окончила научный курс; в 1898 году получила свидетельство на право преподавания рисования.
В 1892 году Адель Вернер получила малую золотую медаль и звание классного художника 2-й степени за гипсовую статую «Сусанна» (по состоянию на 2020 год хранится в Научно-исследовательском музее при Российской академии художеств).
Затем Адель Вернер уехала в Италию, где встречалась в 1898 году с Марией Диллон.

## Творчество в царской России

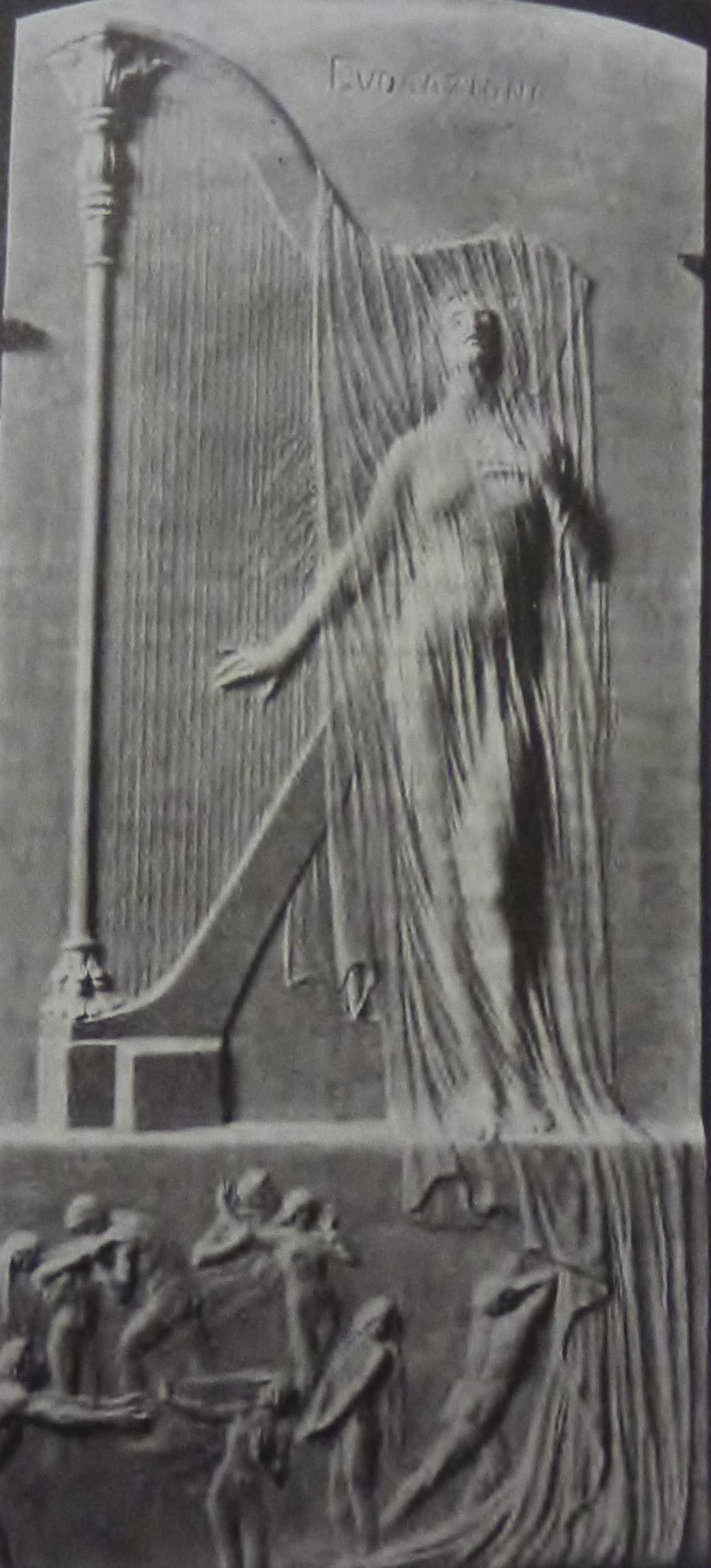
Мраморный рельеф «Призыв» работы Адель Вернер

По словам кандидата искусствоведения Елены Карповой, большинство работ Вернер известно только по упоминаниям и воспроизведениям в выставочных каталогах и журнальных заметках о весенних и осенних выставках Академии художеств и Санкт-Петербургского общества художников.
В собрании Эрмитажа представлены две работы Вернер: глиняная статуя «Спящий Орницио» (по мотивам романа Д’Аннуцио «Пламя», работа 1911 г.) и односторонняя медная посеребренная плакета «Л. Н. Толстой» (год создания неизвестен; оба экспоната приобретены у частных лиц).
Работы Вернер были посвящены персонажам сказок — «Золушка», «Красная Шапочка», «Иванушка и Аленушка», «Маленькая морская царевна (из сказки Андерсена)». Некоторые работы были навеяны музыкальными ассоциациями — «Элегия Массне» и «Грустная песенка Чайковского».
Вернер делала много портретов «в цветах», близких по исполнению бюсту Диллон «Лилия» и немало обнаженных женских фигур. В 1903—1906 годах Императорский фарфоровый завод тиражировал в бисквите и терракоте модели Вернер: «Юность», «Усталость», «Христианская мученица», «Отдых», «В раздумье», «Рабыня».
Многие портреты работы Вернер известны по каталогам выставок, где вместо имен указаны только инициалы: «Портрет г-жи Л. Р. А.», «Портрет г-жи Т. В. Л.», «Портрет г-ж Ф. Л.», «Портрет г-на Х.».
В 1895 году на конкурсе проектов статуи императора Александра III для одного из залов только что основанного Русского музея его имени модель, сделанная Вернер, под девизом «Гнев да милость близко живут» получила 3-ю премию (бронзовая статуэтка — в ГРМ). В дальнейшем она отливалась в бронзе как станковое произведение. Известен мраморный «Портрет императора Александра III» (обозначен в каталоге академической выставки 1897 года), который экспонируется (по состоянию на 2020 год) в Михайловском замке Русского музея. Вернер выполнила ряд изображений императора, которые потом в виде «кабинетных» бронзовых статуэток отливались на петербургской фабрике К. В. Верфеля. Есть серебряный вариант портрета императора (1899 год), который хранится (по состоянию на 2020 год) в Государственном историческом музее. Изображения императора работы Вернер украшали личные покои детей Александра III — великого князя Михаила Александровича и великой княгини Ксении Александровны.
Портрет Александра Суворова (исполнен Вернер в 1904 году) был отлит в двух экземплярах. Первый экземпляр был установлен в кают-компании корабля «Князь Суворов» (погиб в Цусимском сражении), второй экземпляр помещен в мемориальном музее Суворова в Санкт-Петербурге. На основе этого портрета была отлита в советский период и установлена в 1947 году в Новой Ладоге скульптура.
За работу «Ангел мира» (экспонировался на весенней выставке 1905 года) Вернер была удостоена премии имени Архипа Куинджи.

## Советский период

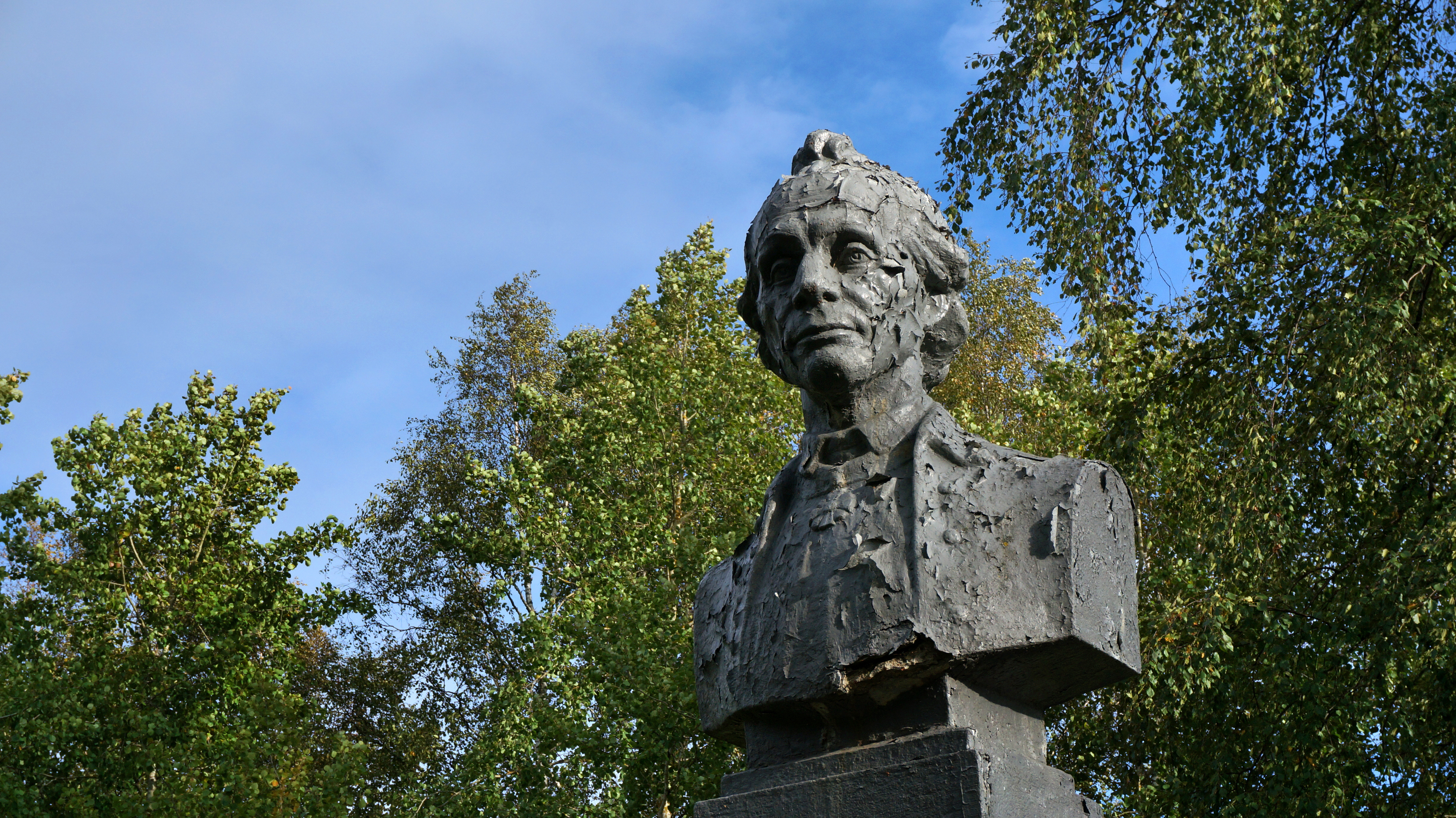
Бюст Александра Суворова по модели Адель Вернер, установлен в Новой Ладоге в 1947 году (вид 2018 года)

В ряде исследований ошибочно указывается, что Вернер скончалась в 1911 году. Однако скульптор пережила две революции 1917 года и творила в советский период. В апреле 1917 года Вернер вошла в число членов-учредителей петроградского Союза скульпторов-художников (позднее общество вошло в состав Союза деятелей искусств). В 1920-е годы Вернер выполняла заказы для Художественно-репродукционной мастерской Главнауки.
В 1930 году бюст Феликса Дзержинского работы Вернер был показан на Первой городской выставке изобразительных искусств в Ленинграде.